# Trichura pusilla
Trichura pusilla là một loài bướm đêm thuộc phân họ Arctiinae, họ Erebidae.